# Prega detective
Prega detective (titolo originale: Brown's Requiem) è il primo romanzo di James Ellroy, uscito nel 1981. È stato pubblicato in Italia da Arnoldo Mondadori Editore nel 1995 edizione I Blues, nel 1996 nella collana Il giallo Mondadori numero 2471 e da Giulio Einaudi Editore nel 2023. 

## Trama
Fritz Brown, detective privato che vive a Los Angeles, si guadagna da vivere principalmente espropriando vetture a coloro che sono in ritardo nel pagarle per conto del suo amico, Cal, proprietario di alcuni saloni di auto usate; ha origini tedesche, un passato in polizia interrotto anzitempo, un amico alcolizzato, Walter, e una maniacale passione per la musica classica (Beethoven, Wagner e altri romantici). 
Brown viene ingaggiato dall'ambiguo caddie Fred 'Fat Dog' Baker affinché gli tenga sotto controllo la sorella Jane, la quale è sotto l'ala protettrice dell'anziano benefattore Sol Kupferman, un ricco uomo d'affari molto più vecchio di lei. Durante il pedinamento, il detective riconosce in Sol un personaggio che aveva notato anni prima in un locale, il Club Utopia, alcuni giorni prima che questo subisse un incendio doloso che aveva causato sei vittime. Come responsabili erano stati additati tre giovani poi condannati a morte nonostante avessero spesso ribadito che il mandante del folle gesto era un quarto uomo mai identificato dalla polizia. Tra chi aveva dato la caccia a questo fantomatico attentatore, facendo dell'indagine una propria ossessione, c'era Omar, fratello di una delle vittime del rogo: la descrizione dell'attentatore risponde proprio a Fat Dog, che Brown, anche insospettito dal suo comportamento, segue a distanza; l'investigatore rinviene così una baracca dove tiene ogni sorta di materiale incendiario e deduce quindi che sia stato proprio il suo cliente a dare alle fiamme il locale, che peraltro si scopre fosse di proprietà di Sol ma a titolo di un prestanome con l'incarico di coprire il giro di scommesse al suo interno. Brown conosce poi Jane e se ne innamora; i due fanno l'amore e promettono di rivedersi.
Fritz vuole mettere alle strette Fat Dog ma questi intanto è scomparso. Alcune conoscenze del caddie parlano di quanto sognasse di trasferirsi in pianta stabile a Tijuana, e il detective lo insegue fin laggiù seguendo la pista dei campi da golf. Qui Brown ritrova il suo cliente barbaramente ucciso. Ricordandosi che l'uomo amava dormire all'aperto, passa al setaccio il boschetto dietro la casupola dove scopre il cadavere e rinviene del materiale che probabilmente Fat Dog aveva sottratto a chi poi aveva mandato qualcuno a riprenderlo. Deve poi vedersela con due killer messicani che tentato di ucciderlo dopo aver ferito a morte Omar, e riesce ad avere la meglio su di loro. Indagando con l'aiuto di sue conoscenze in polizia scopre anche che non esistono Baker nati a Los Angeles negli ultimi decenni, e che Fat Dog e Jane sono figli illegittimi di Sol.
Gli appunti raccolti lo spingono pian piano verso la verità: Fat Dog era in combutta con Sol e un altro caddie, Richard Ralston, per una truffa miliardaria legata agli assegni dell'assistenza sociale. Il cliente di Brown aveva minacciato di spifferare tutto alla polizia perché stanco delle attenzioni di Sol verso Jane, e Ralston lo aveva fatto eliminare senza tuttavia trovare i registri da lui sottratti e in cui vi erano annotate le cifre relative alle truffe. Brown trova Ralston, lo malmena e lo spinge a confessare tutto: a capo di tutta questa malavitosa trama c'è il capitano Cathcart, che anni prima aveva chiuso l'indagine sul rogo del Club Utopia perché aveva scoperto sia il ruolo di Fat Dog nell'attentato sia il legame tra questi, Jane e Sol, il quale non voleva assolutamente che la verità sui suoi figli uscisse allo scoperto. Da lì era nato un giro di ricatti che aveva portato avanti la vicenda criminale. Fat Dog, che si scopre essere autore di molti altri roghi, aveva sentito parlare di Brown da Cal e lo aveva assoldato per "salvare" l'amata sorella da chi non sapeva essere suo padre.
Brown affronta Cathcart e, desideroso di fare giustizia, lo uccide; Sol ha un infarto e, malgrado comunque si salvi, ciò spaventa Jane che ne dà la colpa al detective e lo respinge in malo modo. La donna resterà a fianco del suo affezionato amico senza sapere che è suo padre. Fritz aprirà un negozio di alcolici chiudendo così la sua carriera da investigatore.

## Adattamento cinematografico
Dal romanzo è stato tratto il film Una brutta indagine per l'ispettore Brown (Brown's Requiem) del 1998 diretto da Jason Freeland.

## Edizioni
- James Ellroy, Prega detective, traduzione di Stefano Bortolussi, collana Il Giallo Mondadori, Mondadori, 1996, ISBN 88-04-41692-0.